# Corythalia
Genre
Synonymes
- Dynamius Simon, 1888
- Escambia Peckham & Peckham, 1896
- Makthalia Badcock, 1932
- Taeoma Mello-Leitão, 1939
- Dinattus Bryant, 1943

Corythalia est un genre d'araignées aranéomorphes de la famille des Salticidae.

## Distribution
Les espèces de ce genre se rencontrent en Amérique.

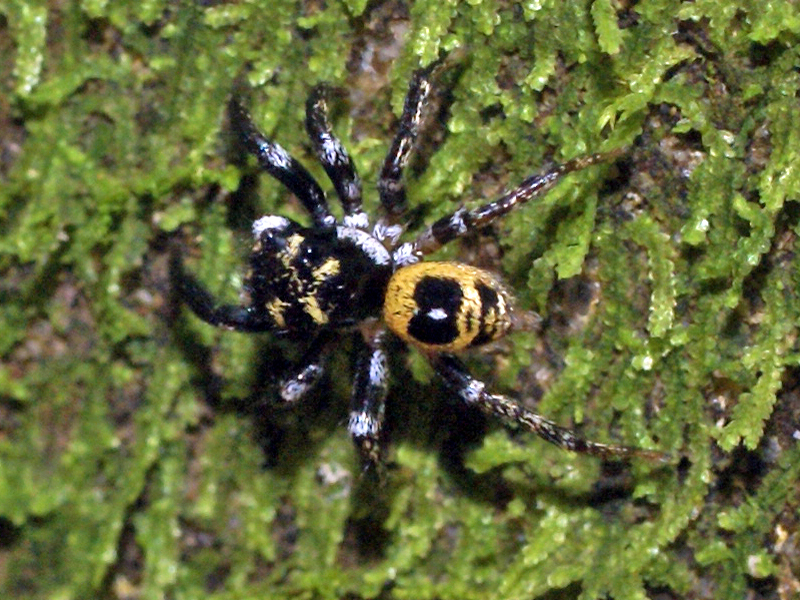
Corythalia bicincta

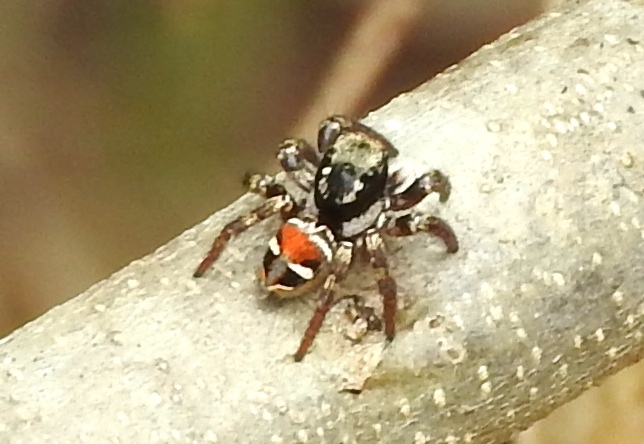
Corythalia opima

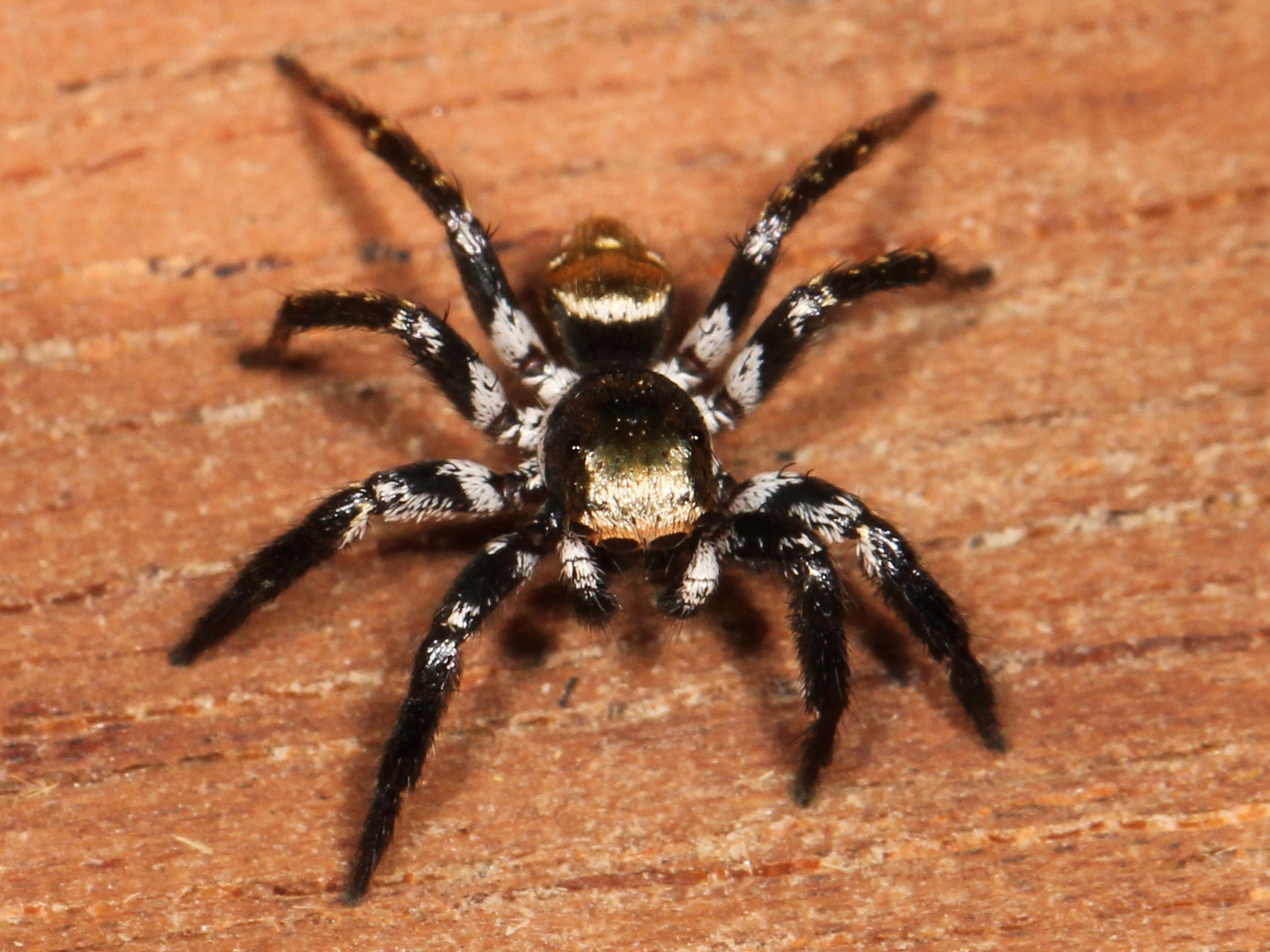
Corythalia parvula

## Liste des espèces
Selon World Spider Catalog (version 26, 22/02/2025) :
- Corythalia alacris (G. W. Peckham & E. G. Peckham, 1896)
- Corythalia albicincta (F. O. Pickard-Cambridge, 1901)
- Corythalia antepagmenti Bayer, Höfer & Metzner, 2020
- Corythalia argentinensis Galiano, 1962
- Corythalia bicincta Petrunkevitch, 1925
- Corythalia binotata (F. O. Pickard-Cambridge, 1901)
- Corythalia blanda (G. W. Peckham & E. G. Peckham, 1901)
- Corythalia bonairensis (van Hasselt, 1887)
- Corythalia brevispina (F. O. Pickard-Cambridge, 1901)
- Corythalia broccai Zhang & Maddison, 2012
- Corythalia bromelicola Zhang & Maddison, 2012
- Corythalia bryantae Chickering, 1946
- Corythalia chalcea Crane, 1948
- Corythalia chickeringi Kraus, 1955
- Corythalia cincta (Badcock, 1932)
- Corythalia circumcincta (F. O. Pickard-Cambridge, 1901)
- Corythalia circumflexa (Mello-Leitão, 1939)
- Corythalia clara Chamberlin & Ivie, 1936
- Corythalia concinna Bayer, Höfer & Metzner, 2020
- Corythalia conferta Bayer, Höfer & Metzner, 2020
- Corythalia conformans Chamberlin & Ivie, 1936
- Corythalia conspecta (G. W. Peckham & E. G. Peckham, 1896)
- Corythalia coronai Zhang & Maddison, 2012
- Corythalia cristata (F. O. Pickard-Cambridge, 1901)
- Corythalia dakryodes Bayer, 2020
- Corythalia decora (Bryant, 1943)
- Corythalia diffusa Chamberlin & Ivie, 1936
- Corythalia drepane Bayer, Höfer & Metzner, 2020
- Corythalia drepanopsis Bayer, Höfer & Metzner, 2020
- Corythalia electa (G. W. Peckham & E. G. Peckham, 1901)
- Corythalia erebus (Bryant, 1943)
- Corythalia excavata (F. O. Pickard-Cambridge, 1901)
- Corythalia fimbriata (G. W. Peckham & E. G. Peckham, 1901)
- Corythalia flagrans Bayer, Höfer & Metzner, 2020
- Corythalia flavida (F. O. Pickard-Cambridge, 1901)
- Corythalia foelixi Bayer, 2020
- Corythalia fragilis Bayer, Höfer & Metzner, 2020
- Corythalia fulgipedia Crane, 1948
- Corythalia gasnieri Bayer, Höfer & Metzner, 2020
- Corythalia grata (G. W. Peckham & E. G. Peckham, 1901)
- Corythalia hadzji Caporiacco, 1947
- Corythalia hamulifera Bayer, 2020
- Corythalia heros (Bryant, 1943)
- Corythalia insularis Ruiz, Brescovit & Freitas, 2007
- Corythalia iridescens Petrunkevitch, 1926
- Corythalia latior Bayer, Höfer & Metzner, 2020
- Corythalia latipes (C. L. Koch, 1846)
- Corythalia lineata Bayer, 2020
- Corythalia longiducta Bayer, Höfer & Metzner, 2020
- Corythalia luctuosa Caporiacco, 1954
- Corythalia metallica (G. W. Peckham & E. G. Peckham, 1894)
- Corythalia minor (Bryant, 1943)
- Corythalia modesta Chickering, 1946
- Corythalia murcida (F. O. Pickard-Cambridge, 1901)
- Corythalia neglecta Kraus, 1955
- Corythalia nigriventer (F. O. Pickard-Cambridge, 1901)
- Corythalia nigropicta (F. O. Pickard-Cambridge, 1901)
- Corythalia noda (Chamberlin, 1916)
- Corythalia obsoleta Banks, 1929
- Corythalia opima (G. W. Peckham & E. G. Peckham, 1885)
- Corythalia panamana Petrunkevitch, 1925
- Corythalia parva (G. W. Peckham & E. G. Peckham, 1901)
- Corythalia parvula (G. W. Peckham & E. G. Peckham, 1896)
- Corythalia peblique Zhang & Maddison, 2012
- Corythalia penicillata (F. O. Pickard-Cambridge, 1901)
- Corythalia pequii Bedoya-Róqueme, 2022
- Corythalia placata (G. W. Peckham & E. G. Peckham, 1901)
- Corythalia porphyra Brüning & Cutler, 1995
- Corythalia protensa Bayer, Höfer & Metzner, 2020
- Corythalia pulchra Petrunkevitch, 1925
- Corythalia quadriguttata (F. O. Pickard-Cambridge, 1901)
- Corythalia ricti Bayer, 2020
- Corythalia roeweri Kraus, 1955
- Corythalia rugosa Kraus, 1955
- Corythalia scutellaris Bayer, 2020
- Corythalia sellata Simon, 1901
- Corythalia spiralis (F. O. Pickard-Cambridge, 1901)
- Corythalia spirorbis (F. O. Pickard-Cambridge, 1901)
- Corythalia sulphurea (F. O. Pickard-Cambridge, 1901)
- Corythalia tribulosa Bayer, Höfer & Metzner, 2020
- Corythalia tristriata Bryant, 1942
- Corythalia trochophora Bayer, 2020
- Corythalia tropica (Mello-Leitão, 1939)
- Corythalia ursina (Mello-Leitão, 1940)
- Corythalia valida (G. W. Peckham & E. G. Peckham, 1901)
- Corythalia verhaaghi Bayer, Höfer & Metzner, 2020
- Corythalia vervloeti Soares & Camargo, 1948
- Corythalia voluta (F. O. Pickard-Cambridge, 1901)
- Corythalia waleckii (Taczanowski, 1871)
- Corythalia xanthopa Crane, 1948

Selon World Spider Catalog (version 23.5, 2023) :
- † Corythalia ocululiter Wunderlich, 1988
- † Corythalia pilosa Wunderlich, 1982
- † Corythalia scissa Wunderlich, 1988

## Systématique et taxinomie
Ce genre a été décrit par C. L. Koch en 1850.
Dynamius et Escambia ont été placés en synonymie par Simon en 1901.
Makthalia a été placé en synonymie par Mello-Leitão en 1939.
Taeoma a été placé en synonymie par Galiano en 1962.
Dinattus a été placé en synonymie par Zhang et Maddison en 2015.

## Publication originale
- C. L. Koch, 1850 : Übersicht des Arachnidensystems. Nürnberg, vol. 5, p. 1-77 (texte intégral).